# لام جونز
لام جونز (انگلیسی: Lam Jones; ۴ آوریل ۱۹۵۸ – ۱۵ مارس ۲۰۱۹) دونده و بازیکن فوتبال آمریکایی اهل ایالات متحده آمریکا بود.
از باشگاه‌هایی که در آن بازی کرده‌است می‌توان به نیویورک جتز اشاره کرد.